# Adelheid Schreiner
Sonja Adelheid Schreiner (* 26. August 1942 in Kirchheim (Teck)) ist eine deutsche Politikerin (Bündnis 90/Die Grünen) und Mitglied des Niedersächsischen Landtages.

## Leben
Adelheid Schreiner besuchte die Schule in Berlin und entschloss sich danach für ein Studium der Fächer Soziologie, Sozialpsychologie und Pädagogik. Ab dem Jahr 1972 war sie als Forscherin tätig und in der Erwachsenenbildung. Schließlich wurde sie an der Universität Göttingen im Fachbereich Erziehungswissenschaften wissenschaftlicher Mitarbeiter.
Sie war Gründungsmitglied der Partei Die Grünen. In den Jahren 1984 bis 1986 war sie Ratsmitglied im Göttinger Stadtrat und vom 21. Juni 1986 bis 20. Juni 1990 Mitglied des Niedersächsischen Landtages (11. Wahlperiode).

## Veröffentlichungen
- Karl Neumann, Christiane Schiersmann, Adelheid Schreiner: Aktions- und Zielgruppen in der soziokulturellen Arbeit, Arbeitskreis Universitäre Erwachsenenbildung, Hannover 1986. Nachweis im Worldcat